# Irisosaurus
Irisosaurus („lesknoucí se ještěr“) byl rod dinosaura z kladu Sauropodiformes, žijícího v období spodní jury (asi před 201 až 199 miliony let) na území dnešní jižní Číny (provincie Jün-nan).

## Popis
Holotyp s označením CVEB 21901 je částečně dochovanou fosilní kostrou s fragmenty lebky, objevenou v sedimentech souvrství Feng-ťia-che (Fengjiahe) v létě roku 2018. Na základě unikátní kombinace anatomických znaků byl tento taxon formálně popsán a pojmenován v roce 2020. Typový druh Irisosaurus yimenensis je zároveň jediným známým druhem tohoto rodu.
Tento sauropodiform navyšuje biodiverzitu raně jurských zástupců této skupiny na území Číny. Sesterským taxonem druhu I. yimenensis je jihoamerický druh Mussaurus patagonicus.